# Diagnose
Cet article concerne la description scientifique. Pour l'examen morphologique réalisé par un vétérinaire, voir Diagnose (examen vétérinaire).
Une diagnose est en biologie une description scientifique concise permettant d'identifier un taxon (espèce, genre, famille, etc.), qu'il soit actuel ou fossile. La diagnose est un élément du protologue et doit être associée à un holotype. En pétrographie, la diagnose consiste à observer des critères ou caractères diagnostiques permettant de distinguer une roche particulière. La diagnose ne doit pas être confondue avec le diagnostic médical, qui fait lui aussi appel à des critères diagnostiques appelés symptômes.

## Biologie
La description précise d'un taxon permet de le reconnaitre et de le caractériser. Chaque espèce connue a été décrite par une diagnose, qui soit suffisamment précise pour la distinguer des espèces proches.
En biologie, la diagnose se fonde souvent sur une combinaison de critères d'identification, qui ne deviennent diagnostiques que si tous (ou parfois seulement la majorité) sont présents.

### Botanique
En botanique, jusqu’en 2011, une diagnose devait être publiée en latin pour être valide. Le Code international de nomenclature pour les algues, les champignons et les plantes, amendé lors du XVIIIe Congrès international de botanique, qui s’est tenu à Melbourne en juillet 2011, autorise aussi, depuis le 1er janvier 2012, la publication d'une diagnose en anglais.
Dans une diagnose botanique, de nombreux caractères sont liés aux fleurs, tels que le type de symétrie, le nombre d'organes (sépale, pétale, étamine, carpelle), leurs formes ou leurs positions, etc. Les caractères peuvent aussi concerner d'autres parties de la plante (tige, feuille, racine), voire le type de paroi cellulaire.

## Pétrographie
En pétrographie, la diagnose désigne la description d'une roche (nom de roche, couleur, dureté, cassure, texture, composition chimique, etc.).